# AN/SPG-51

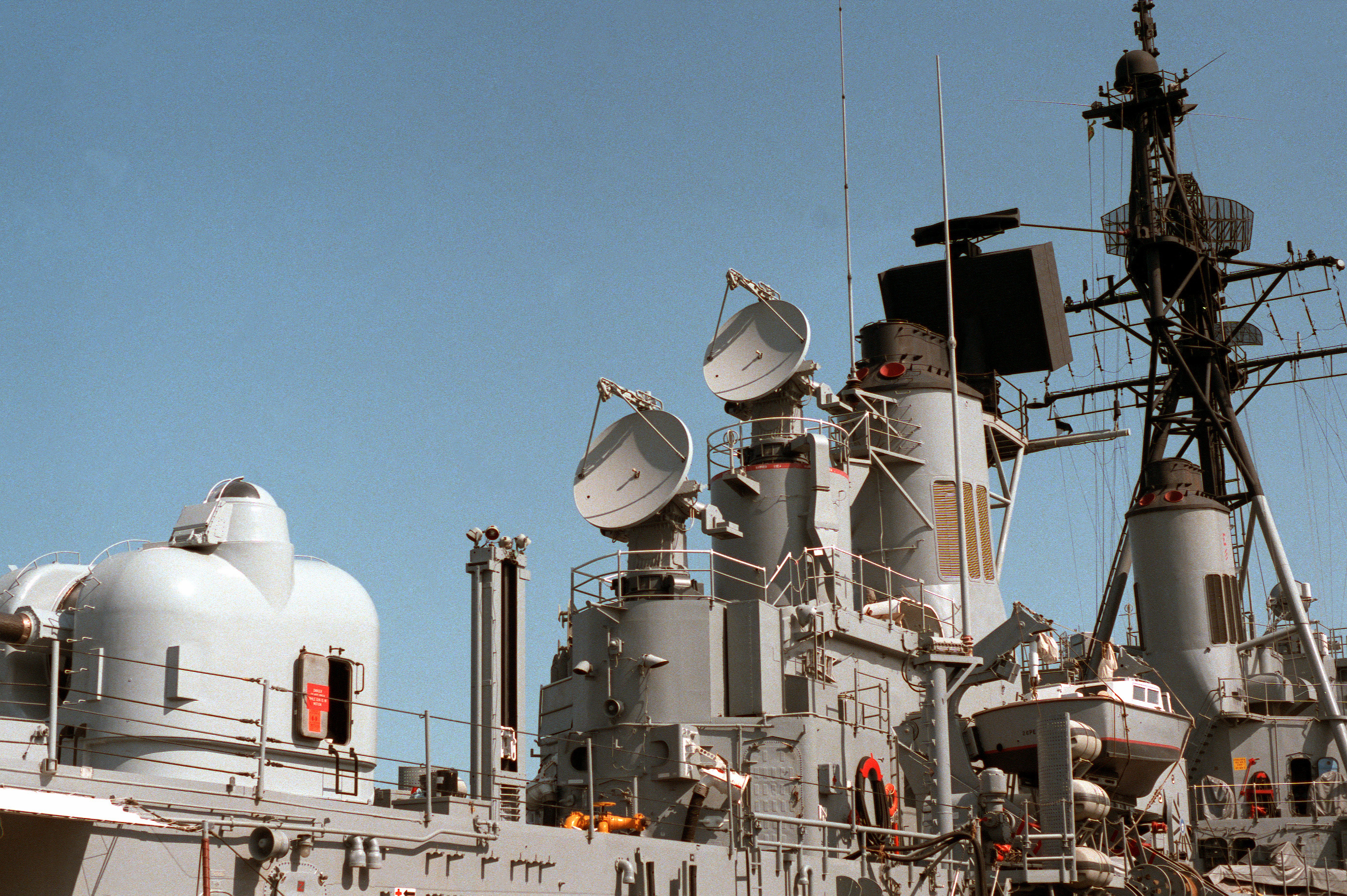
Die zwei SPG-51 Antennen sind gut in der Mitte des Bildes zu erkennen

Das AN/SPG-51 (JETDS-Bezeichnung) ist ein schiffgestütztes Feuerleitradar, welches von dem US-Konzern Raytheon produziert wurde.

## Beschreibung
Das SPG-51 dient der Lenkung von RIM-66 SM-1 und RIM-24 Tartar Flugabwehrraketen. Es wird seit 1952 von Raytheon produziert. Es arbeitet in den Frequenzbereichen von 4 bis 6 GHz und 8 bis 10 GHz bei einer konstanten Leistung von 22,5 kW.
Es sind folgende Varianten bekannt:
- AN/SPG-51A: erstes Serienmodell
- AN/SPG-51B: Eine grundlegend überarbeitete Version
- AN/SPG-51C: Verfügt über eine vollautomatische Zielverfolgung und über gesteigerte ECCM-Kapazitäten
- AN/SPG-51D: Bei dieser Variante kann auch der Dopplereffekt zur besseren Zielverfolgung ausgewertet werden
- AN/SPG-51E: Hierbei handelt es sich um ein universell einsetzbares System, welches auch die Schiffsgeschütze und RIM-8 Talos-Lenkwaffen steuern kann

## Plattformen
Baltimore-Klasse, Charles-F.-Adams-Klasse, Hatakaze-Klasse, Lütjens-Klasse